# Roboto (police de caractères)
Les polices Roboto sont une famille de polices de caractères libre conçue par Christian Robertson pour Google pour l’interface de la plateforme Android. La famille sans empattements (sans-serif) Roboto est publiée en 2011, suivie d’une extension Roboto Condensed et d’une famille à empattements (serif) Roboto Slab. Ces polices sont disponibles comme polices Web et téléchargeable sur Google Webfonts sous la licence Apache.
Depuis le 15 mai 2013, Roboto est la police d’écriture utilisée par Google+ et Google Maps.